# Sebastian Berwick
Sebastian Berwick (né le 15 décembre 1999 à Wishart (en) en banlieue de Brisbane) est un coureur cycliste australien.

## Biographie
Issu d'une famille pratiquant le cyclisme, Sebastian Berwick commence à courir à l'âge de 13 ans,. Rapidement brillant chez les jeunes à l'échelle nationale, il termine deuxième des championnats d'Australie minimes dès sa deuxième saison, sur route et en critérium. 
En 2013, alors qu'il rentre à vélo après un critérium local, il passe proche de la mort en subissant un grave accident. Victime d'un nid-de-poule sur la route, il crève son pneu et percute à haute vitesse l'arrière d'un véhicule garé, après avoir perdu le contrôle. Transporté à l'hôpital, il souffre de quinze os fracturés, des deux poumons perforés et est placé dans le coma. Sorti du coma deux jours plus tard, il a dû subir cinq transfusions sanguines, dont une sur place. Malgré cela, il ne délaisse pas pour autant le cyclisme et reprend la compétition une fois rétabli,,. Deux ans plus tard, il devient champion d'Australie du contre-la-montre en catégorie cadets.
En 2016, il passe en catégorie juniors. Durant l'été, il court pendant quelques semaines en France à l'UC Nantes Atlantique, sur les conseils de Bradley McGee. Il participe notamment au Tour du Valromey, où il se classe septième de deux étapes. En 2017, il est sacré double champion d'Océanie, en ligne et en contre-la-montre. Avec sa sélection nationale, il obtient la médaille de bronze dans le contre-la-montre aux Jeux de la Jeunesse du Commonwealth. Il participe également aux championnats du monde à Bergen, où il se classe dixième du contre-la-montre et vingtième de la course en ligne.
Sebastian Berwick passe en catégorie espoirs en 2018 au Chambéry CF, réserve de l'équipe professionnelle AG2R La Mondiale. Avec celui-ci, il réalise une saison plutôt discrète, malgré une victoire sur le Tour de la CABA, une course par étapes de niveau régional. En 2019, il décide de rejoindre l'équipe de troisième division australienne St George Continental. Principalement actif en Asie, il termine dixième du Tour de Thaïlande. 
En début d'année 2020, il devient vice-champion d'Australie sur route espoirs à Buninyong. Peu de temps après, il se révèle en terminant deuxième du Herald Sun Tour, face à plusieurs grimpeurs du World Tour. Au mois d'août, il signe un contrat de trois ans (à partir de 2021) avec la formation World Tour Israel Start-Up Nation.
En juin 2022, Berwick doit renoncer à prendre le départ de la sixième étape du Tour de Suisse en raison d'un test positif au SARS-CoV-2.

## Palmarès
- 2014
  - 2e du championnat d'Australie du critérium minimes
  - 2e du championnat d'Australie sur route minimes
- 2015
  -  Champion d'Australie du contre-la-montre cadets
- 2017
  -  Champion d'Océanie sur route juniors
  -  Champion d'Océanie du contre-la-montre juniors
  -  Médaillé de bronze du contre-la-montre aux Jeux de la Jeunesse du Commonwealth
  - 10e du championnat du monde du contre-la-montre juniors
- 2018
  - Classement général du Tour de la CABA
- 2020
  - 2e du championnat d'Australie sur route espoirs
  - 2e du Herald Sun Tour
- 2021
  - 1re étape (b) de la Semaine internationale Coppi et Bartali (contre-la-montre par équipes)
- 2022
  - 5e étape de l'Alpes Isère Tour
  - 3e de l'Alpes Isère Tour
- 2023
  - Tour Alsace :
    - Classement général
    - 3e étape

  - 2e étape du Tour de Hainan
  - 2e du Tour de Hainan
- 2025
  - 2e du Grand Prix international de Torres Vedras-Trophée Joaquim-Agostinho

### Résultats sur les grands tours

#### Tour d'Italie
1 participation
- 2023 : 71e

#### Tour d'Espagne
1 participation
- 2021 : 135e

## Classements mondiaux
| Année                                 | 2019  | 2020 | 2021  | 2022 | 2023 | 2024  |
| ------------------------------------- | ----- | ---- | ----- | ---- | ---- | ----- |
| Classement mondial                    | 1287e | 313e | 2123e | 737e | 238e | 1743e |
| UCI Oceania Tour                      | 68e   | 22e  | 73e   | 45e  | 17e  | nc    |
|                                       |       |      |       |      |      |       |
| Légende : nc = non classéSource : UCI |       |      |       |      |      |       |